# Burcatelia brevipennis
Burcatelia brevipennis är en insektsart som beskrevs av Sjostedt 1930. Burcatelia brevipennis ingår i släktet Burcatelia och familjen gräshoppor. Inga underarter finns listade i Catalogue of Life.